# Germain Cayette
Germain Cayette (9 de junio de 1983) es un deportista francés que compitió en natación. Ganó una medalla de bronce en el Campeonato Europeo de Natación de 2004, en la prueba de 4 × 100 m libre.

## Palmarés internacional
| Campeonato Europeo | Campeonato Europeo | Campeonato Europeo | Campeonato Europeo |
| Año                | Lugar              | Medalla            | Prueba             |
| ------------------ | ------------------ | ------------------ | ------------------ |
| 2004               | Madrid (España)    | Medalla de bronce  | 4 × 100 m libre    |